# Техничка школа „Прота Стеван Димитријевић” Алексинац
Техничка школа „Прота Стеван Димитријевић“ се налази на територији општине Алексинац. Адреса школе је ул. рд. Тихомира Ђорђевића бб, налази се на површини од 46 ари са двориштем од 1ha 22 ара 89 m². У непосредној близини школе налази се спортска хала површине 30 ари.

## Историја школе
Школа има дугу традицију, њени корени су везани за недељно-шегртску школу која је настала 1860. године. За оснивање и почетак рада школе заслуга припада становницима града Алексинца и околине. Школа је почела да ради на верски празник Цвети са 115 ученика. Први ученици су били углавном калфе и шегрти. С обзиром да се школа налази на имању које је поклонио Прота Стеван Димитријевић, 2004. године Наставничко веће школе донело је Одлуку да она носи име овог великог човека, са благословом Светог архиепископа синода Српске православне цркве бр. 113/зап.62 од 22. јануара 2004. године у Београду.

## Школа данас
Техничка школа „Прота Стеван Димитријевић“ данас је савремена и модерна школа са кабинетском наставом из свих струка, добро опремљеним радионицама и преко 80 запошљених радника од чега 62 факултетски образована. Броји 617 ученика распоређених у четири струке: електротехника (10 одељења), машинство и обрада метала (9), трговина, угоститељство и туризам (3), друмски саобраћај (2 одељења). Такође, поседује лиценцу Министарства просвете и спорта за ванредне ученике програме, преквалификације, доквалификације, специјализације и стручног оспособљавања. У објекту школе егзистира и одељење из више школе из Трстеника, зубна амбуланта и ђачка задруга.